# Carabus vagans
Carabus vagans es una especie de insecto adéfago del género Carabus, familia Carabidae. Fue descrita científicamente por G. A. Olivier en 1795.
Habita en Francia e Italia.